# 詩集伝
『詩集伝』（ししゅうでん、旧字体：詩集傳、拼音: Shījízhuàn）は、朱熹による『詩経』の注釈。全20巻。

## 内容
『詩集伝』は、朱熹が『詩集解』をもとに三度編修して成立したもので、およそ淳熙13年（1186年）に完成した。『詩集伝』の特徴は、「詩序」の解釈を捨てて用いず、訓詁学の新たな局面を切り開いたことである。たとえば、十五国風の陳風の「月出」の「月出皎兮、佼人僚兮」の句を、『詩集伝』では「皎，月光也。佼人，美人也。僚，好貌」と解釈する。また、魯頌の「泮水」の「薄采其茆」の句を、『詩集伝』では「茆，鳧葵也，葉大如手，赤圓而滑，江南人謂之蓴菜者也」と解釈する。
また、朱熹は詩の六義のうちの三つである「賦・比・興」を以下のように解釈した。
1. 賦者、敷陳其事而直言之者也。
2. 比者、以彼物比此物也。
3. 興者、先言他物以引起所詠之詞也。

そして朱熹は、『詩集伝』の毎章の下で必ず「賦也」、「比也」、「興也」、「賦而比也」、「比而興也」、「賦而興又比」などと表示し、どの表現技法が用いられているのか明らかにする。いずれの場合か明らかでないときには、さらに末尾の注によって説明する。たとえば、「周南」の末尾では「按此篇首五詩，皆言后妃之徳。…今言詩者，或乃專美后妃，而不本於文王，其亦誤矣」と述べている。また、朱熹は明らかにしえなかった語については、「未詳」と記している。
ただし、『詩集伝』に「詩序」の解釈を援用したところも少なくはなく、また常に理学の「天理を存し、人慾を滅す」の説に沿って詩を解釈するため、詩の意味を曲解するところも少なくはない。『詩経』には、朱熹によって「淫詩」であると退けられた詩も数多い。たとえば「桑中」は「此詩乃淫奔者所自作」とされ、「采葛」は「此淫奔之詩」とされ、「丘中有麻」は「此亦淫奔者之詞」とされる。

## 成立過程
『詩集伝』は、蘇轍の『詩集伝』と范処義の『詩補伝』の基礎の上に成立し、さらに王粛・欧陽修・張載らの成果を利用した。また、鄭樵『詩伝辨説』による「疑序」（詩序を疑う）の精神を継承し、より発展させた。
束景南は、朱熹はもともと『詩集解』を作り、その上で『詩集伝』を完成させたのであって、その編集期間は四十年以上を要し、三度の重大な改修を経ているとする。また、淳熙5年（1178年）には「詩序」を廃し、諸家の説を広く収集し、毛伝・鄭箋の説を中心にはしないようにして、『詩集伝』を作り、「鄭風」「衛風」は淫詩に分類した。なお、『詩集解』は今はすでに散佚しており、束景南は呂祖謙の『呂氏家塾読詩記』から朱熹の『詩集解』の佚文を集めて検討を加えたものである。
『詩集伝』が最初に刊刻された時は全20巻であり、最後に『詩序弁説』が附されていたが、これは後に散佚した。

## その後の歴史
南宋の学者である王応麟は、『詩考序』で「朱文公『集伝』閎意眇指，卓然千載之上」と述べている。
明の永楽年間に『詩集伝』は朝廷の科挙の標準として用いられるようになった。
清朝考証学の時代に入ると、「復古」に務めるようになり、毛伝・鄭箋の解釈に回帰するようになった。閻若璩『毛朱詩説』・毛奇齢『白鷺洲主客説詩』・陳啓源『毛詩稽古編』などは、朱熹『詩集伝』を否定することを試みた。
近年の研究では「集伝形式の『詩経』研究の最高水準を示した」という評価が与えられ、漢代・宋代の解釈の限界を打破・変革し、各家の説を兼ねているとされる。